# Альфред Якобі
Не плутати з генералом інженерних військ Альфредом Якобом!
Альфред Якобі (нім. Alfred Jacobi; 29 липня 1884, Бремен — 6 травня 1972, Целле) — німецький офіцер, генерал-лейтенант вермахту. Кавалер Німецького хреста в золоті.

## Біографія
16 вересня 1903 року вступив в Прусську армію, служив у піхоті. Учасник Першої світової війни. 31 грудня 1919 року звільнений у відставку. 17 травня 1921 року вступив в поліцію. 15 жовтня 1935 року перейшов у службу комплектування вермахту і призначений командиром 1-го військового району Штеттіна. З 30 вересня 1939 року — комендант 580-ї польової комендатури, з 10 листопада 1939 року — Бромберга. З 20 серпня 1940 року — знову командир 1-го військового району Штеттіна, з 25 листопада 1940 року — 570-го піхотного полку, який з травня 1941 року базувався у Франції. 1 червня 1941 року зарахований на дійсну службу. З 21 липня 1941 року — комендант 748-ї польової комендатури, з 26 січня 1942 року — міський комендант Гомеля. З 20 травня 1942 року — командири 201-ї бригади (з 1 червня 1942 року — дивізії) охорони. 13 жовтня 1944 року відправлений в резерв. З 24 січня 1945 року — комендант фортеці Штеттін. 6 лютого 1945 року знову відправлений в резерв. 28 лютого 1945 року звільнений у відставку.

## Звання
- Фанен-юнкер (16 вересня 1903)
- Фанен-юнкер-унтерофіцер (15 січня 1904)
- Фенріх (24 квітня 1904)
- Лейтенант (27 січня 1905)
- Оберлейтенант (27 січня 1914)
- Гауптман (18 квітня 1915)
- Майор запасу (31 грудня 1919)
- Майор поліції (17 травня 1921)
- Оберстлейтенант поліції
- Оберст поліції
- Оберст служби комплектування (15 жовтня 1935)
- Оберст (1 червня 1941)
- Генерал-майор (1 липня 1941)
- Генерал-лейтенант (20 квітня 1943)

## Нагороди
- Залізний хрест
  - 2-го класу (12 жовтня 1914)
  - 1-го класу (6 січня 1916)
- Орден Церінгенського лева, лицарський хрест 2-го класу з мечами (30 січня 1915)
- Ганзейський хрест (Гамбург; 29 грудня 1915)
- Військовий хрест Фрідріха-Августа (Ольденбург) 2-го і 1-го класу (27 лютого 1917) — отримав 2 нагороди одночасно.
- Нагрудний знак «За поранення» в чорному (28 вересня 1918)
- Почесний хрест ветерана війни з мечами (10 січня 1935)
- Медаль «За вислугу років у Вермахті» 4-го, 3-го, 2-го і 1-го класу (25 років; 2 жовтня 1936) — отримав 4 нагороди одночасно.
- Хрест Воєнних заслуг 2-го класу з мечами (24 грудня 1940)
- Застібка до Залізного хреста
  - 2-го класу (5 липня 1942)
  - 1-го класу (13 березня 1943)
- Медаль «За зимову кампанію на Сході 1941/42» (31 серпня 1942)
- Відзнака для східних народів 2-го класу в сріблі з мечами (10 грудня 1943)
- Німецький хрест в золоті (17 грудня 1943)